# Woldemar Pampel
Woldemar Pampel (* 14. Februar 1926 in Chemnitz) ist ein deutscher Ingenieur und Hochschullehrer.

## Leben und Wirken
Nach dem Schulbesuch studierte er und promovierte zum Dr.-Ing. Seit 1951 war er an der Technischen Hochschule in Dresden tätig, wo er 1956 mit der Wahrnehmung einer Professur mit Lehrauftrag berufen wurde. 1962 erfolgte seine Habilitation zum Thema Kupplungen. Bis 1991 war er an der späteren Technischen Universität Dresden Professor für Grundlagen des Ingenieurwesens für Forstwirte, Grundlagen des Ingenieurwesens, Forstliches Ingenieurwesen. Seine Forschungsschwerpunkte sind Forstwirtschaft und Maschinenwesen. Er verfasste ferner mehrere Lehrbriefe für das  Fernstudium.

## Schriften (Auswahl)
- Kupplungen. Dresden 1962.
- Grundlagen der Forsttechnik und Forsttechnologie. Berlin 1978.
- Holztransport. Berlin 1982.
- Technik der Holzernte und Holzaufbereitung. Berlin 1987.